# Ctenochira oreophila
Ctenochira oreophila là một loài tò vò trong họ Ichneumonidae.